# Aeroporto di Saransk
L'aeroporto di Saransk-Luchovka (IATA: SKX, ICAO: UWPS) è un aeroporto nazionale russo situato a 11 km dalla città di Saransk (300.000 abitanti nel 2005), nella Repubblica Autonoma Mordovia a 642 km a est dalla capitale russa Mosca.
L'aeroporto è la base della compagnia aerea russa Saransk Air Enterprise.

## Storia
- 8 settembre 1979 - apertura dell'aeroporto di Saransk.
- 1º gennaio 1982 - primo volo del jet sovietico Tupolev Tu-134 da Saransk.
- 2001 - apertura dopo i lavori di ricostruzione della pista cementata rinnovata dell'aeroporto di Saransk.
- Nell'aprile 2016 è stato approvato il progetto della costruzione del nuovo Terminal aeroportuale dell'aeroporto, l'allungamento della pista e la costruzione di nuovi parcheggi per gli aerei in seguito alla decisione dell'utilizzo dello stadio Yubileyniy di Saransk per le partite dell Campionato mondiale di calcio 2018 in Russia.[1]

## Dati tecnici
L'aeroporto di Saransk ha attualmente una pista attiva di 2.800 m х 42 m che permette il decollo dei velivoli con il peso massimo fino a 95 tonnellate.
La pista dell'aeroporto di Saransk dispone di 10 posti per il parcheggio degli aerei.
L'aeroporto è attrezzato per il decollo e l'atterraggio dei seguenti modelli di velivoli russi: Antonov An-2, Antonov An-24, Antonov An-26, Pilatus PC-12, Tupolev Tu-134, Yakovlev Yak-40, Yakovlev Yak-42, Tupolev Tu-154, Ilyushin Il-76.
Inoltre, all'aeroporto possono atterrare tutti i tipi di elicotteri.
L'aeroporto di Saransk è attrezzato con il nuovo sistema dell'illuminazione della pista PAPI che permette all'aeroporto di essere aperto 24 ore al giorno. Inoltre sono installati i sistemi di radar e di radiolocazione.
La capacità attuale del Terminal passeggeri è di 100 persone/ora.

## Collegamenti con Saransk

### Trasporto pubblico
L'aeroporto si trova a 3 km a sud-est dal centro di città ed è facilmente raggiungibile con la linea no.13 del trasporto municipale.